# Sorensen Peak
Sorensen Peak är en bergstopp i Antarktis. Den ligger i Östantarktis. Nya Zeeland gör anspråk på området. Toppen på Sorensen Peak är 2 640 meter över havet.
Terrängen runt Sorensen Peak är huvudsakligen kuperad. Trakten är obefolkad. Det finns inga samhällen i närheten. 